# Dira isolata
Dira isolata är en fjärilsart som beskrevs av Van Son 1955. Dira isolata ingår i släktet Dira och familjen praktfjärilar. Inga underarter finns listade i Catalogue of Life.